# Kleine Beerze
La Kleine Beerze est un ruisseau néerlandais qui coule entièrement dans la province du Brabant-Septentrional. Elle prend sa source au sud de Duizel, coule vers le nord entre Hoogeloon et Vessem, puis entre Middelbeers et Oostelbeers, qui tirent leur nom de leur situation par rapport aux deux Beerzes. Au nord de Middelbeers, au domaine du Baest, où elle se jette dans la Groote Beerze qui prend alors le nom de Beerze.

## Géographie
Contrairement à la Groote Beerze, la Kleine Beerze traverse essentiellement un paysage d'exploitations agricoles, ce qui a fait qu'elle est entièrement canalisée.